# Deal or No Deal (trò chơi truyền hình Hoa Kỳ)
Deal or No Deal là phiên bản Mỹ của game show có nguồn gốc từ chương trình cùng tên của Hà Lan, do Endemol sản xuất. Dẫn chương trình là diễn viên hài Howie Mandel, và được công chiếu vào ngày 19 tháng 12 năm 2005, trên NBC. Chương trình kéo dài khoảng một giờ thường được phát sóng ít nhất hai lần một tuần trong thời gian diễn ra, và bao gồm các tập mở rộng hoặc chủ đề đặc biệt. Chương trình bắt đầu mùa thứ tư vào ngày 25 tháng 8 năm 2008, một ngày sau khi chương trình Thế vận hội Bắc Kinh 2008 của NBC kết thúc. Một phiên bản nửa giờ được phát sóng hàng ngày của chương trình đã ra mắt vào ngày 8 tháng 9 năm 2008, và tiếp tục trong hai mùa. Tại Việt Nam chương trình có một phiên bản với tên gọi "Đi tìm ẩn số" do nghệ sĩ Thanh Bạch dẫn chương trình.
Trò chơi không thay đổi luật so với định dạng gốc: Đầu tiên, thí sinh chọn một chiếc cặp từ 1 đến 26 để giữ lại. Sau đó, họ sẽ lần lượt mở từng cặp để loại nó khỏi trò chơi. Mỗi chiếc cặp chứa một giá trị tiền mặt từ $ 0,01 đến $ 1.000.000. Trong suốt trò chơi, thí sinh mở các cặp khỏi trò chơi, định kỳ được đưa ra một "thỏa thuận" từ Ngân hàng - The Banker để lấy một khoản tiền mặt để thoát khỏi trò chơi. Nếu thí sinh từ chối mọi thỏa thuận, họ sẽ giành được bất kỳ khoản tiền nào trong trường hợp được chọn.
Các biến thể đặc biệt của trò chơi, bao gồm "Million Dollar Mission" (Nhiệm vụ triệu đô) được giới thiệu trong phần ba, cũng đã được sử dụng, cũng như một liên kết với người xem "Lucky Case Game".
Chương trình là một thành công của NBC, đã đạt tỉ lệ từ 10-16 triệu người xem mỗi tập trong mùa đầu tiên, mặc dù các mùa tiếp theo chỉ đạt khoảng 5 - 9 triệu người xem mỗi tập. Nó đã dẫn đến việc tạo ra các trò chơi cờ, thẻ và trò chơi video, cũng như một phiên bản khác được chơi với số tiền nhỏ hơn.
Chương trình đã bị gián đoạn vào đầu năm 2009 và khung giờ tối thứ sáu của nó đã được thay thế bằng loạt series khác của Mandel, Howie Do It. Sau đó, NBC đã thông báo rằng Deal or No Deal sẽ trở lại vào ngày 4 tháng 5 năm 2009 để phát sóng các tập còn lại. Bốn tập còn lại được quay vào tháng 9 năm 2008 và được phát sóng vào ba ngày thứ Hai liên tiếp, ngày 4 tháng 5 năm 2009, ngày 11 tháng 5 năm 2009 và hai tập cuối cùng vào ngày 18 tháng 5 năm 2009.
Vào ngày 3 tháng 12 năm 2018, chương trình đã trở lại NBC như một chương trình đặc biệt với người dẫn chương trình gốc Howie Mandel. Các tập mới của chương trình bắt đầu phát sóng trên CNBC từ ngày 5 tháng 12 năm 2018 đến ngày 7 tháng 8 năm 2019

## Trò chơi
Thí sinh chọn một trong 26 chiếc cặp được đánh số khi bắt đầu trò chơi. Những cặp này, được thực hiện bởi các người mẫu nữ mặc quần áo giống hệt nhau, mỗi người giữ một số tiền mặt khác nhau từ $ 0,01 đến $ 1.000.000. Trên sân khấu là một màn hình hiển thị số tiền của những chiếc cặp (số tiền này sẽ có màu vàng nếu cặp ứng với nó chưa mở, và tối đi khi mở cặp ứng với nó). Chiếc cặp được lựa chọn của thí sinh được đưa lên sân khấu và đặt trên bục trước họ và người dẫn chương trình.
Ở vòng đầu tiên, thí sinh lần lượt chọn 6 cặp để loại bỏ khỏi trò chơi. Mỗi cặp được mở khi nó được chọn, và số tiền bên trong được làm tối đi trên màn hình. Sau lần chọn thứ sáu, một chiếc điện thoại sẽ reo lên và người dẫn chương trình bắt máy để nói chuyện với "Ngân hàng", chỉ nhìn thấy như một hình bóng, người ngồi trong một chiếc skybox nhìn ra studio. Khuôn mặt của người đó không bao giờ được nhìn thấy, và giọng nói của anh/cô ta không bao giờ được nghe thấy. Sau khi cuộc gọi kết thúc, dẫn chương trình chuyển tiếp lời đề nghị của Ngân hàng về việc mua cặp của thí sinh. Thí sinh có thể chấp nhận lời đề nghị và kết thúc trò chơi bằng cách nói "Deal" và nhấn nút màu đỏ trên bàn (trong hộp có nắp đậy và đang mở), hoặc từ chối bằng cách nói "No deal" và đóng nắp hộp.
Mỗi lần từ chối một đề nghị, thí sinh sẽ có một vòng khác, loại bỏ lần lượt các cặp ra khỏi sân khấu (5 cặp trong vòng hai, 4 cặp trong vòng ba, 3 cặp trong vòng bốn, 2 cặp trong vòng năm, 1 cặp trong các vòng từ 6 - 9) và nhận được một lời đề nghị mới từ Ngân hàng sau mỗi vòng. Lời đề nghị thứ chín và cuối cùng được đưa ra khi chỉ còn hai chiếc cặp còn lại: một được chọn bởi thí sinh và một cặp khác. Nếu thí sinh từ chối lời đề nghị cuối cùng này, thí sinh có thể giữ chiếc cặp đã chọn hoặc đổi nó lấy cặp còn lại, và nhận được số tiền trong chiếc cặp đã chọn.
Ưu đãi của Ngân hàng thường là tỷ lệ phần trăm trung bình của các giá trị vẫn còn chơi ở cuối mỗi vòng. Tỷ lệ này là nhỏ trong các vòng đầu, nhưng tăng lên khi trò chơi tiếp tục và thậm chí có thể vượt quá 100% ở các vòng cuối. Đôi khi, một đề nghị bao gồm một giải thưởng phù hợp với sở thích của thí sinh, ngoài tiền mặt hoặc thay vì nó. Ngoài ra, giải thưởng đôi khi được thay thế cho một số lượng tiền mặt trên bảng. Bắt đầu với ưu đãi của Ngân hàng trong vòng thứ hai, "nhóm trợ giúp" (ví dụ: bạn bè, thành viên gia đình hoặc đồng nghiệp) có thể đến rìa sân khấu để được tư vấn về lựa chọn cặp và có chấp nhận đề nghị hay không. Tuy nhiên, quyết định cuối cùng vẫn là của thí sinh.
Nếu một thí sinh chấp nhận một trong những trị giá của Ngân hàng và nếu thời gian cho phép, dẫn chương trình khuyến khích thí sinh chơi qua các vòng bổ sung để xem điều gì sẽ xảy ra. Nếu thời gian ngắn, nếu giá trị còn lại cao nhất bị loại bỏ hoặc nếu chỉ còn hai cặp, tất cả các cặp còn lại được mở cùng một lúc.

### Thay đổi
Năm 2018, khi các tập mới phát sóng trên CNBC, giới tính của Ngân hàng đã được tiết lộ thành nữ và cô sẽ liên lạc với người dẫn chương trình qua điện thoại thông minh. Thí sinh được trao một cơ hội trong trò chơi để đưa ra lời đề nghị phản đối sau khi nhận được lời đề nghị từ Ngân hàng. Nếu Ngân hàng chấp nhận đề nghị phản đối, thí sinh sẽ nhận được số tiền đó và trò chơi kết thúc. Nếu cô từ chối lời đề nghị phản đối, trò chơi phải tiếp tục vào vòng tiếp theo.
Tương tự như loạt phát sóng tự do, không có tùy chọn để hoán đổi các cặp sau vòng cuối cùng, khi chỉ có chiếc của thí sinh và một người khác vẫn đang chơi. Nếu thí sinh từ chối lời đề nghị cuối cùng của Ngân hàng, người chơi sẽ nhận được số tiền trong chiếc cặp được chọn ban đầu, cộng với bất kỳ khoản thưởng nào.

## Danh sách các người mẫu tham gia
Deal hoặc No Deal có 26 người mẫu, mỗi người sẽ giữ một trong những cặp trên sân khấu (trừ cặp người chơi chọn). 
| Cặp | Mùa 1                  | Mùa 2                  | Mùa 3                  | Mùa 4                  | Mùa 5            |
| --- | ---------------------- | ---------------------- | ---------------------- | ---------------------- | ---------------- |
| 1   | Claudia Jordan         | Claudia Jordan         | Claudia Jordan         | Claudia Jordan         | Soraya Yd        |
| 2   | Stacey Gardner         | Stacey Gardner         | Stacey Gardner         | Stacey Gardner         | Taylor Clark     |
| 3   | Lisa Gleave            | Lisa Gleave            | Lisa Gleave            | Lisa Gleave            | Katie Luddy      |
| 4   | Lindsay Schoneweis     | Lindsay Schoneweis     | Keltie Martin          | Keltie Martin          | Brenda Lowe      |
| 5   | Ursula Mayes           | Ursula Mayes           | Ursula Mayes           | Ursula Mayes           | Lani Baker       |
| 6   | Megan Abrigo           | Megan Abrigo           | Megan Abrigo           | Megan Abrigo           | Megan Abrigo     |
| 7   | Sara Bronson           | Sara Bronson           | Sara Bronson           | Sara Bronson           | Jordana DePaula  |
| 8   | Pilar Lastra           | Lauren Shiohama        | Lauren Shiohama        | Mariela Arteaga        | Neka Stephens    |
| 9   | Patricia Kara          | Patricia Kara          | Patricia Kara          | Patricia Kara          | Patricia Kara    |
| 10  | Anya Monzikova         | Anya Monzikova         | Anya Monzikova         | Anya Monzikova         | Vaeda Mann       |
| 11  | Katie Cleary           | Katie Cleary           | Katie Cleary           | Katie Cleary           | Brittany McGowan |
| 12  | Jill Manas             | Jill Manas             | Jill Manas             | Lauren Shiohama        | Sarati Toups     |
| 13  | Leyla Milani           | Leyla Milani           | Leyla Milani           | Leyla Milani           | Mahogany Lox     |
| 14  | April Scott            | Pilar Lastra           | Pilar Lastra           | Pilar Lastra           | Olga Safari      |
| 15  | Lanisha Cole           | Brooke Long            | Brooke Long            | Brooke Long            | Madi Teeuws      |
| 16  | Kimberly Estrada       | Kasie Head             | Krissy Carlson         | Lisa Lakatos           | Jessica Lee      |
| 17  | Jenelle Bronwyn Moreno | Jenelle Bronwyn Moreno | Jenelle Bronwyn Moreno | Jenelle Bronwyn Moreno | Ashley Jones     |
| 18  | Alike Boggan           | Marisa Petroro         | Marisa Petroro         | Marisa Petroro         | Elissa Ingrid    |
| 19  | Mylinda Tov            | Mylinda Tov            | Mylinda Tov            | Amanza Smith           | Natasha Ward     |
| 20  | Marisa Petroro         | Alike Boggan           | Alike Boggan           | Alike Boggan           | Amanza Smith     |
| 21  | Tameka Jacobs          | Tameka Jacobs          | Tameka Jacobs          | Tameka Jacobs          | Malika Miller    |
| 22  | Donna Feldman          | Laura Shields          | Lianna Grethel         | Crystal Monte          | Anchal Joseph    |
| 23  | Aubrie Lemon           | Aubrie Lemon           | Aubrie Lemon           | Aubrie Lemon           | Anne-Julia Hagen |
| 24  | Nancy Stelle           | Meghan Markle          | Kelly Brannigan        | Kelly Brannigan        | Kizzi Barazetti  |
| 25  | Sonia Vera             | Hayley Marie Norman    | Hayley Marie Norman    | Hayley Marie Norman    | Summer Bellessa  |
| 26  | Lindsay Clubine        | Lindsay Clubine        | Lindsay Clubine        | Lindsay Clubine        | Michelle De Leon |

## Giá trị tiền thưởng
Trong Deal or No Deal, các giá trị ẩn trong 26 chiếc cặp thường dao động từ $ 0,01 đến $ 1.000.000 (trừ vài tập đặc biệt: 
| $0,01 |
| $1    |
| $5    |
| $10   |
| $25   |
| $50   |
| $75   |
| $100  |
| $200  |
| $300  |
| $400  |
| $500  |
| $750  |

| $1,000     |
| $5,000     |
| $10,000    |
| $25,000    |
| $50,000    |
| $75,000    |
| $100,000   |
| $200,000   |
| $300,000   |
| $400,000   |
| $500,000   |
| $750,000   |
| $1,000,000 |

Một số tập đặc biệt:
Million Dollar Misson: Trong tập này, 5 (hoặc nhiề̀u hơn) giá trị tiề̀n thưởng cao nhất được đổi thành $ 1,000,000.
Double Deal: Tất cả các giá trị tiền thưởng sẽ được nhân đôi, khiến giải thưởng cao nhất lên tới $ 2,000,000.